# ZZ Ward
Zsuzsanna Eva Ward (Abington, Pennsylvania, SAD), bolje poznata po svom umjetničkom imenu ZZ Ward, američka je pjevačica i spisateljica tekstova koja trenutno živi u Roseburgu, Oregonu. Trenutno ima potpisan ugovor s diskografskim kućama Hollywood Records i Boardwalk Entertainment Group. Svoju glazbenu karijeru započela je 2009. godine kada je potpisala ugovor s diskografskom kućom Boardwalk Entertainment Group. Godine 2011. potpisala je ugovor s diskografskom kućom Hollywood Records. Svoj prvi miksani album Eleven Roses objavila je 2012. godine. Iste godine objavila je i EP Criminal. U listopadu je objavila debitantski studijski album Til the Casket Drops.

## Biografija
ZZ Ward je rođena kao Zsuzsanna Eva Ward u Abingtonu, Pennsylvaniji. U Abingtonu je živjela dok je bila dijete, te se kasnije preselila u Roseburg, Oregon. S dvanaest godina prvi puta se pridružila glazbenoj grupi. Godine 2009. preselila se u Los Angeles, Kaliforniju gdje je potpisala ugovor s diskografskom kućom Boardwalk Entertainment Group, vlasnika E. Kidda Bogarta. Tada je počela raditi na svom debitantskom studijskom albumu zajedno s Ryanom Tedderom, Peteom Rockom, Alijem Shaheedom Muhammadom i grupom Fitz and The Tantrums. Dvije godine kasnije potpisala je ugovor i s diskografskom kućom Hollywood Records. Nadnevka 1. veljače 2012. godine objavila je svoj prvi miksani album Eleven Roses koji je sadrži obrade pjesama Kendricka Lamara, Childisha Gambina i Tylera, The Creatora. Svoj prvi EP Criminal objavila je 8. svibnja iste godine. EP sadrži četiri pjesme od kojih na jednoj gostuje reper Freddie Gibbs. Debitantski studijski album Til the Casket Drops objavila je 16. listopada.

## Diskografija
Studijski albumi
- Til the Casket Drops (2012.)

EP-ovi
- Criminal (2012.)

Miksani albumi
- Eleven Roses (2012.)

## Vanjske poveznice
- Službena stranica
- ZZ Ward na Allmusicu
- ZZ Ward na Discogsu
- ZZ Ward na Billboardu
- ZZ Ward  Arhivirana inačica izvorne stranice od 28. listopada 2012. (Wayback Machine) na MTV